# Cabração
Cabração é uma povoação portuguesa do Município de Ponte de Lima que foi sede da extinta Freguesia de Cabração, freguesia que tinha 16,43 km² de área e 118 habitantes (2011), e, por isso, uma densidade populacional de era 7,2 hab/km².
A Freguesia de Cabração foi extinta (agregada), pela última Reorganização administrativa do território das freguesias, de acordo com a Lei nº 11-A/2013 de 28 de Janeiro, tendo o seu território sido agregado ao da Freguesia de Moreira do Lima para constituir a Freguesia de Cabração e Moreira do Lima com sede em Moreira do Lima.

## População
| População da freguesia de Cabração | População da freguesia de Cabração | População da freguesia de Cabração | População da freguesia de Cabração | População da freguesia de Cabração | População da freguesia de Cabração | População da freguesia de Cabração | População da freguesia de Cabração | População da freguesia de Cabração | População da freguesia de Cabração | População da freguesia de Cabração | População da freguesia de Cabração | População da freguesia de Cabração | População da freguesia de Cabração | População da freguesia de Cabração |
| ---------------------------------- | ---------------------------------- | ---------------------------------- | ---------------------------------- | ---------------------------------- | ---------------------------------- | ---------------------------------- | ---------------------------------- | ---------------------------------- | ---------------------------------- | ---------------------------------- | ---------------------------------- | ---------------------------------- | ---------------------------------- | ---------------------------------- |
| 1864                               | 1878                               | 1890                               | 1900                               | 1911                               | 1920                               | 1930                               | 1940                               | 1950                               | 1960                               | 1970                               | 1981                               | 1991                               | 2001                               | 2011                               |
| 277                                | 260                                | 263                                | 262                                | 307                                | 328                                | 322                                | 326                                | 344                                | 332                                | 341                                | 230                                | 180                                | 155                                | 118                                |

| Distribuição da População por Grupos Etários | Distribuição da População por Grupos Etários | Distribuição da População por Grupos Etários | Distribuição da População por Grupos Etários | Distribuição da População por Grupos Etários | Distribuição da População por Grupos Etários | Distribuição da População por Grupos Etários | Distribuição da População por Grupos Etários | Distribuição da População por Grupos Etários | Distribuição da População por Grupos Etários |
| -------------------------------------------- | -------------------------------------------- | -------------------------------------------- | -------------------------------------------- | -------------------------------------------- | -------------------------------------------- | -------------------------------------------- | -------------------------------------------- | -------------------------------------------- | -------------------------------------------- |
| Ano                                          | 0-14 Anos                                    | 15-24 Anos                                   | 25-64 Anos                                   | > 65 Anos                                    |                                              | 0-14 Anos                                    | 15-24 Anos                                   | 25-64 Anos                                   | > 65 Anos                                    |
| 2001                                         | 16                                           | 4                                            | 64                                           | 71                                           |                                              | 10,3%                                        | 2,6%                                         | 41,3%                                        | 45,8%                                        |
| 2011                                         | 8                                            | 7                                            | 44                                           | 59                                           |                                              | 6,8%                                         | 5,9%                                         | 37,3%                                        | 50,0%                                        |

Média do País no censo de 2001:  0/14 Anos-16,0%; 15/24 Anos-14,3%; 25/64 Anos-53,4%; 65 e mais Anos-16,4%